# Raymundo Gleyzer
Raymundo Gleyzer (* 25. September 1941 in Buenos Aires; vermisst seit 27. Mai 1976) war ein argentinischer politischer Filmemacher. Er wurde als Oppositioneller von der damaligen Militärdiktatur, der bis zu 30.000 Menschen zum Opfer fielen, entführt und mit aller Wahrscheinlichkeit ermordet.

## Leben und Werk

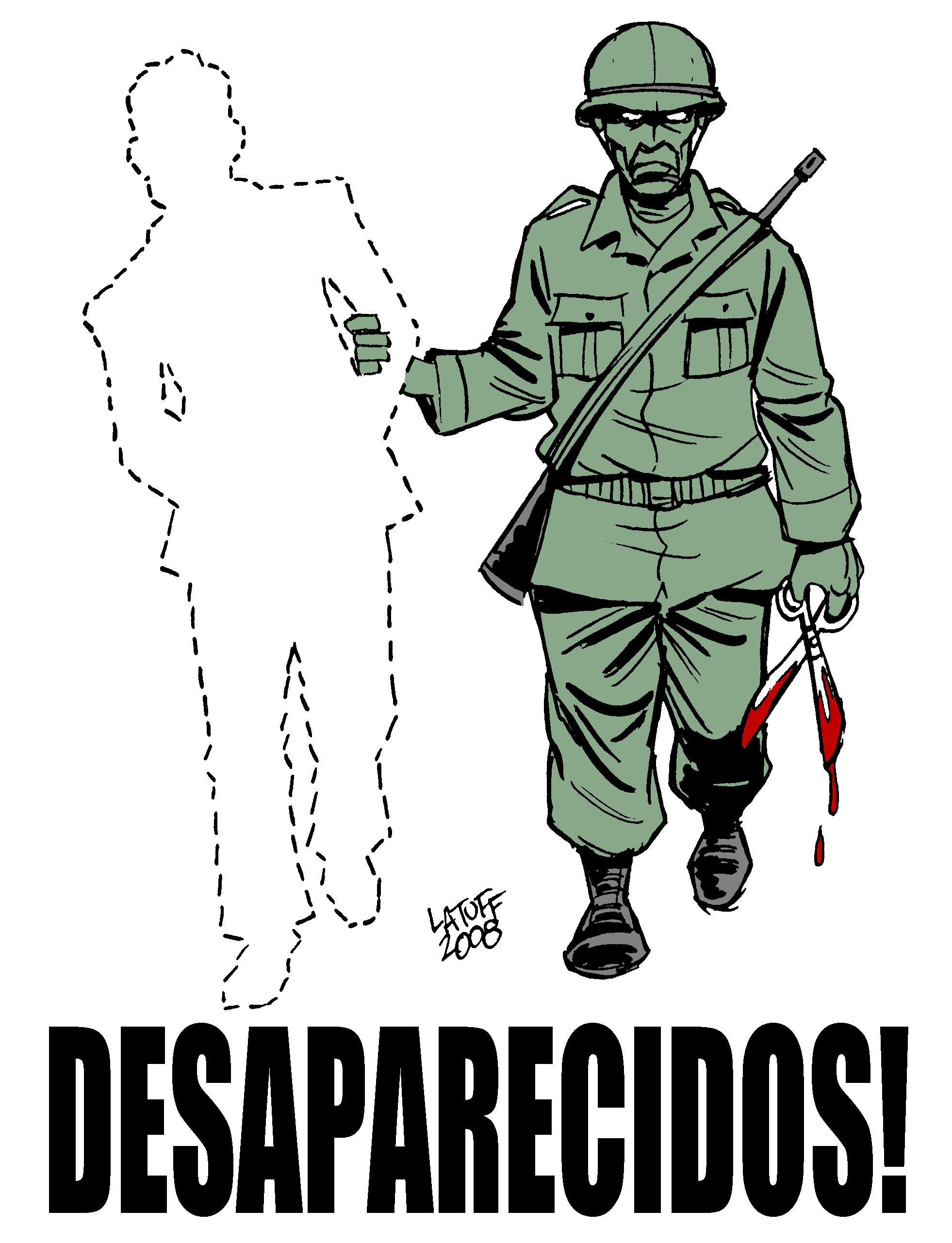
Illustration des brasilianischen Cartoonisten Carlos Latuff als „Tribut an den verschwundenen Dokumentarfilmer Raymundo Gleyzer und an alle verschwundenen Opfer der US-unterstützten rechtsgerichteten Diktaturen in Südamerika“

In eine jüdische Familie geboren, interessierte sich Gleyzer schon früh für Politik und Film. Alle seine Filme stellte er in den Dienst des Kampfes gegen soziale Ungerechtigkeit und für die Revolution.
Seinen ersten Film drehte er im rückständigen Nordosten Brasiliens, wobei er nur knapp mit dem Leben davonkam. Anfang der 1970er Jahre drehte er in Mexiko einen Film über die stillstehende, so genannte „institutionalisierte Revolution“ der Staatspartei PRI. Der Film wurde in Argentinien zunächst verboten, fand aber in Mexiko unter den Studenten ein lebhaftes Echo. 1973 gründete er mit anderen die Gruppe Cine de la Base, die Vorführungen und Diskussionen mit Arbeitern außerhalb des Kinobetriebs organisierte.
Sein letzter großer Film, Los traidores, stellt seine Kritik der damals in Argentinien sehr bedeutenden politischen Bewegung des Peronismus dar. Er zeigt, wie sich Gewerkschaftsfunktionäre mit Unternehmern, dem Militär und den USA verbündet hatten, um ihre persönliche Machtstellung zu erhalten und sich zu bereichern.
Am 27. Mai 1976 wurde Gleyzer von einer Todesschwadron der zwei Monate zuvor an die Macht gekommenen Militärregierung entführt, gefoltert und wurde nie wieder gesehen. Er ist damit einer der zehntausenden „Desaparecidos“ (Verschwundenen) der damaligen argentinischen Militärdiktatur, die zum größten Teil heimlich ermordet wurden. Der brasilianische Karikaturist Carlos Latuff schuf einen Cartoon, den er Gleyzer und den gewaltsam „verschwundenen“ Menschen Lateinamerikas widmete.

## Filmografie
- 1963: La tierra quema Doc
- 1965: Ceramiqueros de tras la tierra Doc
- 1966: Occurido en hualfin Doc 3 Teile: I: Quando quede en silencio el viento (Wenn der Wind schweigt), II: Greda (Tonerde), III: Elinda del Valle. Teile I und II in 35 mm schwarz/weiss, Teil III in 16 mm Farbe. Länge insgesamt 45 Minuten.
- 1966: Nuestras islas Malvinas Doc
- 1969: Dokumentarfilm über Kuba.
- 1971: Comunicados Swift CM Doc
- 1971: México, la revolución congelada LM doc, 16 mm, Farbe, Länge 60 min.
- 1972: Ni olvido ni perdón Doc
- 1973: Los traidores (Die Verräter), Spielfilm über einen korrupten Gewerkschaftsfunktionär. 16 mm, Farbe. Uraufführung 1. Juli 1973, Internationales Forum des Jungen Films, Berlin.
- 1975: Me matan si no trabajo y si trabajo me matan.Doc

## Dokumentarfilm
- Raymundo. Dokumentarfilm über Raymundo Gleyzer. Ernesto Ardito, Virna Molina 2003.